# Caligus tenax
Caligus tenax är en kräftdjursart som beskrevs av Heller 1865. Caligus tenax ingår i släktet Caligus och familjen Caligidae. Inga underarter finns listade i Catalogue of Life.